# ギャラクシー街道
『ギャラクシー街道』（ギャラクシーかいどう）は、2015年10月24日公開の日本映画。脚本・監督は三谷幸喜、主演は香取慎吾。
宇宙を舞台とし、全員登場人物が宇宙人。三谷曰く、「スペースロマンティックコメディ」作品で、SF映画の要素とロマンティック・コメディの要素がミックスされている。

## あらすじ
西暦2265年、地球人の男性ノアは宇宙に浮かぶバーガーショップ「サンドサンドバーガー」の店長を任されていた。しかし、店は経営不振な上に、最近、妻のノエの外出が急増していた。妻の浮気を疑い、いっそ地球に戻ろうと本社に帰国申請の手紙を書くノア。
店が浮かぶ「ギャラクシー街道」は宇宙シャトルバスの古いルートで、スペース国土交通省は運用について再考していた。客席でパソコンを操作し、街道閉鎖の報告書を書く役人ハシモト。ところが、なぜかハシモトの周囲に、彼だけに見えるかわいい小鳥や犬の幻影が飛び回り始めた。
パニックを起こすと放電して停電を引き起こすパート従業員や、宇宙人のコールガールを買おうとする男、ノアの昔の彼女の登場など、騒ぎが続く店内。妻のノエはリフォーム業者のメンデスと話し込んでいたが、メンデスは思い込みが激しく、ノエと相思相愛だと勘違いした上に、おデコを合わせるだけで妊娠する宇宙人だった。
ノエとおデコを合わせ、男の姿だが急激に産気づいて、店内で8個の卵を産み落とすメンデス。そのうちの1個の卵がダストシュートに落ち、宇宙空間に放出されてしまった。店内にいた警備隊のハトヤ隊員は、実はキャプテン・ソックスというヒーローで、卵を救いに宇宙空間に出たが、巨大化した為に小さ過ぎる卵をつまめなかった。宇宙服を着て卵を救助するノア。孵った8個の卵は数時間で小学生並に成長した。「明日には成人する」と、子供たちを連れて帰って行くメンデス。
役人ハシモトが見ている小鳥たちは、実は「ギャラクシー街道」が見せているマボロシだった。古い街道は意識のある生命体となり、廃止の決定を覆す為に、ハシモトに子供時代の楽しい記憶を見せていたのだ。それを知り、パソコンの報告書を削除するハシモト。
ノアに、リフォーム業者と会っていた理由を話すノエ。ノエは店の改装を考えていたのだ。ノエが頻繁に外出したのは、サンバを習って店でショーを披露する為だった。前向きなノエの言葉を聞いたノアは、「宇宙で上手く行かない奴が、地球に戻ったところで…」と、心機一転、店を続ける決心を固めた。
バーガー店の客及び店員達のエピソードが全て決着がついた後に、物語冒頭からずっと店にいたズズが歌い出し、大団円で幕を閉じる。

## キャスト
ノア
演 - 香取慎吾
ギャラクシー街道沿いのハンバーガーショップの店主。
ノエ
演 - 綾瀬はるか
ノアの妻。
ハトヤ
演 - 小栗旬
警備隊の隊員。正体はキャプテン・ソックス。
レイ
演 - 優香
ノアの元恋人。
ハナ
演 - 大竹しのぶ
パートタイマー。愛想がなくやる気もない。パニック状態になると高圧電流を放電してしまう。
メンデス
演 - 遠藤憲一
リフォーム業者。ノエに想いを寄せている。両性具有であり、終盤で多数の子供を出産する。
ハシモト
演 - 段田安則
国土交通省の役人。
ゼット
演 - 山本耕史
客引き。
ムタ
演 - 石丸幹二
ドクター。ゼットとイルマに翻弄される。
ズズ
演 - 西川貴教
カエル型宇宙人。性格はきわめて温厚で歌が上手いという特性があるが、絶えず身体が粘液でべと付いている。
マンモ
演 - 秋元才加
警備隊の隊員で、トチヤマの婚約者。
トチヤマ
演 - 阿南健治
警備隊隊長。ハトヤとマンモの上司。
堂本博士
演 - 西田敏行
コンピュータ。ノアの相談相手。
ババサヒブ
演 - 梶原善
レイの夫。舌が長い。
ダニー
演 - 久世浩
道化師
演 - 浅野和之
ハシモトにまとわりつく謎の男。
サリバン先生
演 - 吉田ボイス
イルマ
演 - 田村梨果 (ミラクルひかる)
コールガール。
イボンヌ
演 - シルビア・グラブ
キャプテンソックス
演 - 矢崎大貴
村田大樹
演 - 佐藤浩市
さまざまな声
演 - 山寺宏一
犬や小鳥の鳴き声。

## スタッフ
- 脚本と監督 - 三谷幸喜
- 製作 - 石原隆、市川南
- プロデューサー - 前田久閑、和田倉和利、西原恵
- ラインプロデューサー - 森賢正
- 撮影 - 山本英夫（J.S.C.）
- 照明 - 小野晃
- 録音 - 瀬川徹夫
- コンセプトデザイン - 種田陽平
- 美術 - 北川深幸
- 音楽 - 荻野清子
- 編集 - 上野聡一
- テクニカルプロデューサー - 大屋哲男
- VFXスーパーバイザー - 田中貴志
- スクリプター - 山縣有希子
- 衣裳デザイン - 宇都宮いく子
- 特殊メイク - 江川悦子
- 装飾 - 田中宏
- 助監督 - 片島章三
- 製作担当 - 鍋島章浩
- アニメーション制作 - コミックス・ウェーブ・フィルム
- 制作プロダクション - シネバザール
- 製作 - フジテレビジョン、東宝
- 配給 - 東宝

## 挿入曲
「The End of the Universe / 宇宙の果まで」
作詞 - 三谷幸喜、作曲 - 荻野清子、唄 - ズズ

## 評価
- 2015年『映画芸術』ワーストテン5位[5]。